# Gaëlle Swann
Pour les articles homonymes, voir Swann.

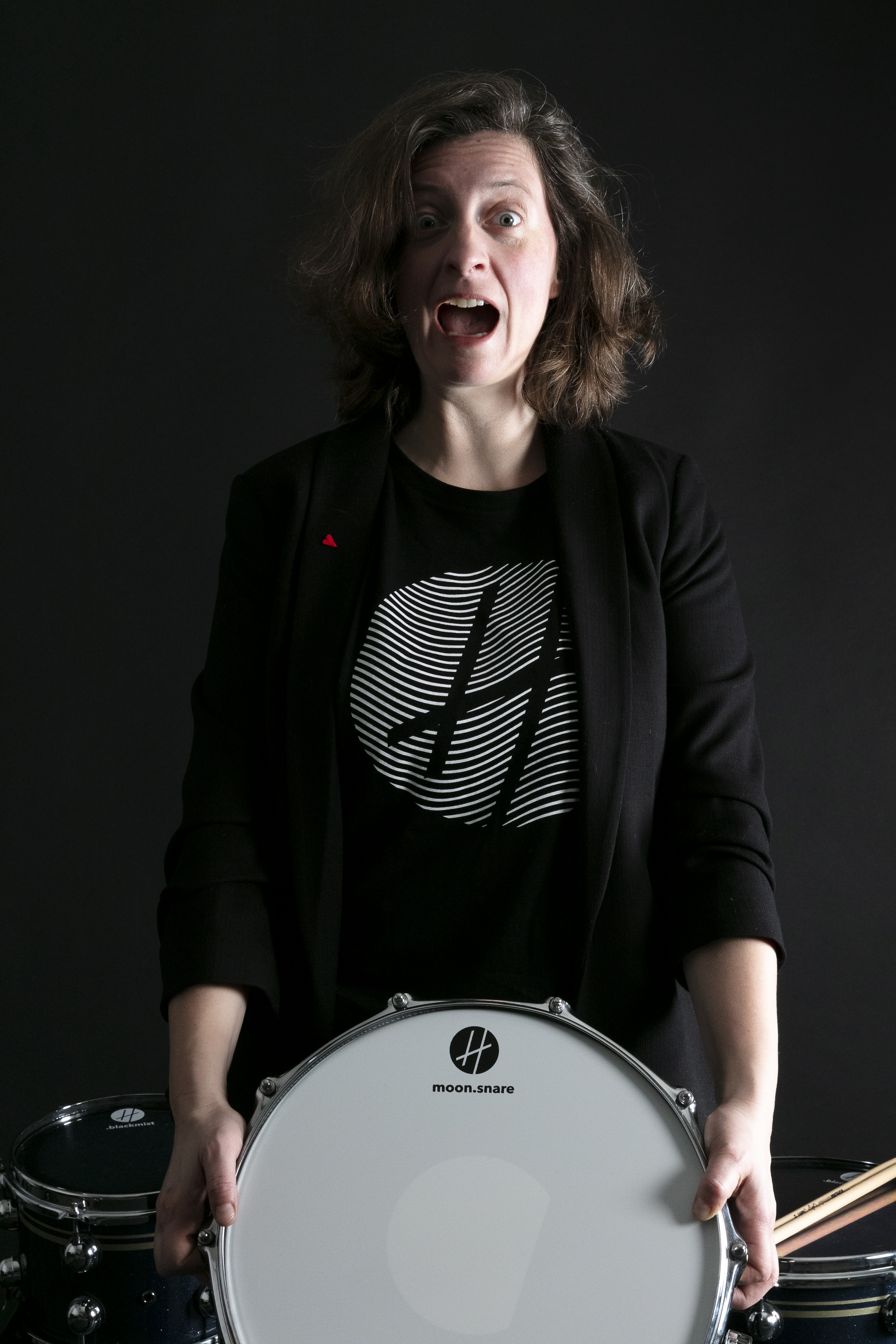

Gaëlle Swann est une artiste belge née en 1983 à Bruxelles. Elle est comédienne et percussionniste.
Ses parents sont Claudine Swann et François Mairet, artistes tous les deux.

## Biographie

### Formation
Elle fait sa formation de comédienne au Conservatoire royal de Bruxelles. Elle en sort en 2006. Elle commence l'apprentissage de la percussion avec Mamady Keïta, à tam-tam Mandingue, dès 1990

### Carrière
Gaëlle Swann a joué dans de nombreuses pièces de théâtre. Elle a également géré avec Céline Chappuis et Mike Mayné le café-théâtre de la Toison d'or pendant 2 saisons.
Au cinéma, elle joue, entre autres, le rôle d'une travailleuse en chocolaterie dans le film Marieke, Marieke de Sophie Schoukens, sorti en 2010.
Depuis 2019, elle assurant la batterie du groupe Sttellla. Elle se produit en tournée avec eux. Elle a tourné également avec EMJI, gagnante de la nouvelle star 2015. Elle a joué dans un spectacle jeune public produit par le WWF, Radio des bois.
Elle fonde en 2010 la Compagnie du Scopitone à Bruxelles, pour élaborer des spectacles interdisciplinaires, principalement théâtro-musicaux et visuels.
En 2018, elle créé le spectacle Lay this drum. Le spectacle est un show percussif 100% féminin, autour de la thématique de l'émancipation des femmes. ces cinq artistes interrogent la question du genre et remettent les baguettes  entre les mains des femmes avec humour,.
Cette performance découle de l’expérience directe des musiciennes : alors qu’elle est invitée pour découvrir la sortie d’une nouvelle batterie électronique, les autres invités demandent à Gaëlle s’il y avait des sandwichs et où étaient les toilettes. 
Le spectacle évolue et est rejoué avec d'autres percussionnistes en mars 2020. L'équipe n'a plus changé depuis. les membres sont Aurelie Simennel, Birgit Eecloo, Sara Moonen, Olympia Boule et Gaëlle Swann, Il est joué au festival d'Avignon en 2022 et tourne en Belgique francophone et en Flandre,, en France, en Allemagne. 
En tant que percussionniste, Gaëlle est sponsorisée par plusieurs marques : ds drum (Italie), Direl Cymbals (Turquie), Rohema (Allemagne), Big Fat Snare Drum (États-Unis, Cympad (Suisse), Heats (France), skygel (Allemagne)
En 2023 elle est engagée par la compagnie artara de Fabrice Murgia comme batteuse dans le spectacle Alma.